# Joseph Ebuya
Joseph Ebuya (20 giugno 1987) è un ex mezzofondista keniota.

## Palmarès
| Anno | Manifestazione          | Sede      | Evento         | Risultato | Prestazione | Note                          |
| ---- | ----------------------- | --------- | -------------- | --------- | ----------- | ----------------------------- |
| 2006 | Mondiali di cross       | Fukuoka   | Corsa juniores | 4º        | 23'59"      |                               |
| 2006 | Mondiali di cross       | Fukuoka   | A squadre      | Oro       | 16 p.       |                               |
| 2006 | Mondiali juniores       | Pechino   | 5000 m piani   | Bronzo    | 13'42"93    |                               |
| 2006 | Mondiali juniores       | Pechino   | 10000 m piani  | Argento   | 28'53"46    | Miglior prestazione personale |
| 2006 | Giochi del Commonwealth | Melbourne | 5000 m piani   | 4º        | 13'05"89    |                               |
| 2006 | Giochi del Commonwealth | Melbourne | 1000 m piani   | dnf       | dnf         |                               |
| 2007 | Mondiali                | Osaka     | 5000 m piani   | Batteria  | 13'48"21    |                               |
| 2008 | Mondiali di cross       | Edimburgo | Corsa seniores | 4º        | 34'47"      |                               |
| 2008 | Mondiali di cross       | Edimburgo | A squadre      | Oro       | 39 p.       |                               |
| 2009 | Mondiali                | Berlino   | 5000 m piani   | 10º       | 13'39"59    |                               |
| 2010 | Mondiali di cross       | Bydgoszcz | Corsa seniores | Oro       | 33'00"      |                               |
| 2010 | Mondiali di cross       | Bydgoszcz | A squadre      | Oro       | 20 p.       |                               |

## Campionati nazionali
2005
- 5º ai campionati kenioti, 5000 m piani - 13'26"3

,2008
- 4º ai campionati kenioti di corsa campestre - 38'38"

2010
- 12º ai campionati kenioti, 5000 m piani - 13'59"1

## Altre competizioni internazionali[1]
2005
- 6º al Memorial Van Damme ( Bruxelles), 5000 m piani - 13'07"06
- 10º all'ISTAF Berlin ( Berlino), 5000 m piani - 13'24"82
- Bronzo al Cross de l'Acier ( Leffrinckoucke) - 29'09"

2006
- 8º alla IAAF Grand Prix Final ( Stoccarda), 3000 m piani - 7'43"31
- 6º al Meeting de Paris ( Parigi), 5000 m piani - 12'58"03
- 8º ai Bislett Games ( Oslo), 5000 m piani - 13'02"97
- 4º al British Grand Prix ( Gateshead), 3000 m piani - 7'36"78

2007
- 4º alla IAAF Grand Prix Final ( Stoccarda), 5000 m piani - 13'40"43
- Argento alla IAAF Grand Prix Final ( Stoccarda), 3000 m piani - 7'49"70
- 4º al Memorial Van Damme ( Bruxelles), 5000 m piani - 12'51"00
- Argento al Meeting de Paris ( Parigi), 3000 m piani - 7'39"53
- 4º al Weltklasse Zürich ( Zurigo), 3000 m piani - 7'41"05
- Oro al Cross Internacional de Soria ( Soria) - 28'58"
- Oro al Cross Internacional Valle de Llodio ( Llodio) - 27'05"
- Oro al Cross Internacional de la Constitución ( Alcobendas) - 29'08"

2008
- 5º al Golden Gala ( Roma), 5000 m piani - 13'06"61
- 8º al Weltklasse Zürich ( Zurigo), 5000 m piani - 13'21"35
- 11º all'ISTAF Berlin ( Berlino), 5000 m piani - 13'29"28
- Oro all'Herculis ( Monaco), 3000 m piani - 7'34"62
- Argento al Meeting de Paris ( Parigi), 3000 m piani - 7'36"84
- 9º al Bauhaus-Galan ( Stoccolma), 3000 m piani - 7'44"07
- 9º al Doha Diamond League ( Doha), 3000 m piani - 7'44"79
- Bronzo alla Parelloop ( Brunssum) - 27'33"
- Argento al Cross Internacional Zornoza ( Amorebieta-Etxano) - 28'58"

2009
- 6º al Memorial Van Damme ( Bruxelles), 5000 m piani - 12'58"16
- 6º al Weltklasse Zürich ( Zurigo), 5000 m piani - 13'00"22
- 13º all'ISTAF Berlin ( Berlino), 5000 m piani - 13'21"28
- Argento al Cross Internacional de Venta de Baños ( Venta de Baños) - 31'10"

2010
- 10º al British Grand Prix ( Gateshead), 5000 m piani - 13'11"09
- 11º al Bauhaus-Galan ( Stoccolma), 5000 m piani - 13'13"14
- 8º al Doha Diamond League ( Doha), 5000 m piani - 13'32"81
- Oro alla Great South Run ( Portsmouth), 10 miglia - 45'16"
- Oro al Cross Internacional de Soria ( Soria) - 29'57"
- Oro al Cross de l'Acier ( Leffrinckoucke) - 28'08"
- Oro al Cross Internacional de la Constitución ( Alcobendas) - 29'37"

2011
- 17º al Doha Diamond League ( Doha), 3000 m piani - 7'55"01
- Oro al Campaccio ( San Giorgio su Legnano) - 28'15"
- Oro al Cross de l'Acier ( Leffrinckoucke) - 28'10"
- 5º al Cross Internacional de Itálica ( Siviglia) - 31'09"
- Oro al Cross Internacional Zornoza ( Amorebieta-Etxano) - 31'07"
- Argento al Cross Internacional de la Constitución ( Alcobendas) - 30'13"

2012
- Oro al Cross Internacional Zornoza ( Amorebieta-Etxano) - 31'33"

2014
- 5º alla Mezza maratona di Madrid ( Madrid) - 1h02'15"
- Oro al Cross Internacional de San Sebastián ( San Sebastián) - 32'00"

2017
- 7º alla Mezza maratona di Madrid ( Madrid) - 1h05'12"

2018
- 13º alla Maratona di Lisbona ( Lisbona) - 2h33'48"